# Elisabeth Bauck
Elisabeth Bauck (* 14. September 1875 in Inowrocław, Provinz Posen; † nach 1937) war eine deutsche Schriftstellerin.

## Leben
Bauck kam als Tochter des preußischen Offiziers Karl Bauck und der Schriftstellerin Anna Brentano-Bauck zur Welt. Als Bauck fünf Jahre alt war, zog die Familie mit ihr nach Pommern und ein Jahr später nach Berlin. Im Jahr 1882 verstarb Baucks Vater bei einem Manöver; ihr einziger Bruder verstarb kurz nach dem Vater.
Bauck besuchte jeweils nur kurz und in langen Abständen öffentliche Schulen. Stattdessen unternahm sie mit ihrer Mutter schon im Kindesalter lange Reisen unter anderem nach Frankreich, Belgien und in die Schweiz. Im Alter von 14 Jahren wurde Bauck zum ersten Mal literarisch tätig und unterstützte ihre Mutter beim Verfassen ihrer Werke; nach der psychischen Erkrankung ihrer Mutter verfasste Bauck ab 1898 eigene Werke. Die Reisen ihrer Kindheit verarbeitete sie unter anderem in ihren Jugendbüchern, die zum Teil religiösen Inhalts waren.

## Werke (Auswahl)
- Komödiantenblut. Novelle. 1898.[2]
- Das arme Fräulein. Novelle. 1898.[3]
- Das Gauklerkind. Novelle. 1898.[4]
- Der Engel der Geduld und anderes. Vier Erzählungen. (Enthält die Erzählungen: Der Engel der Geduld; Das Lichtchen; Das Kind im Schnee; Der Hirtenknabe.) Kaufmann, Lahr 1903. (Digitalisat)
- Die Vergangenheit. Novelle. 1904.[5]
- Menschenrecht. Roman. Gose & Tetzlaff, Berlin 1906.
- Richtet nicht! Roman. Weichert, Berlin 1909.
- Klein Evchen. Eine Erzählung für jüngere Mädchen. Mit farbigen Bildern von Max Wulff. Weichelt, Berlin 1910.
- Die Quellen der Gesundmachung und andere Erzählungen. Enßlin und Laiblin, Reutlingen 1903.
- Die feindlichen Brüder. Dramatischer Scherz. Bartels, Berlin 1910.
- In der Postkutsche. Dramatischer Scherz. Bartels, Berlin 1910.
- Das Wetterhäuschen. Ein dramatischer Scherz. Bartels, Berlin 1910.
- Das Überweibchen. Erzählung. 1910.[6]
- In der Spinnstube. Dramatischer Scherz. Bartels, Berlin 1910.
- Josefas Glück. Roman. Weichert, Berlin 1917.